# 羊搔癢症

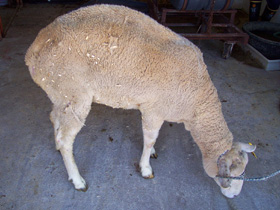
患有羊搔癢症的母羊体重减轻和驼背的外观

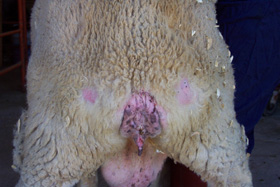
与上图相同的母羊，后面由于抓癢而导致的裸露

羊搔癢症（英語：Scrapie），是一種退化性疾病，發生在綿羊及山羊，造成它們的神經系統異常。它跟牛海綿狀腦病與鹿的慢性消耗病相同，都是傳染性海綿狀腦病的一種，由異常的普里昂蛋白所引起。它在1732年於英國的牧場發現。目前沒有傳染至人體的病例。
瘙痒通常影响3至5岁左右的羊。羊出生时和与胎盘组织接触的传播潜力是显而易见的。没有证据显示羊搔癢症能传染给人类。
羊搔癢症的名稱來自於它在診斷上特別的病徵，受到感染的羊，會不停的摩擦石頭、樹或籬笆來抓癢。

## 参阅
- 牛海綿狀腦病
- 傳染性貂腦病